# NFPA 704

Lege NFPA 704-ruit.

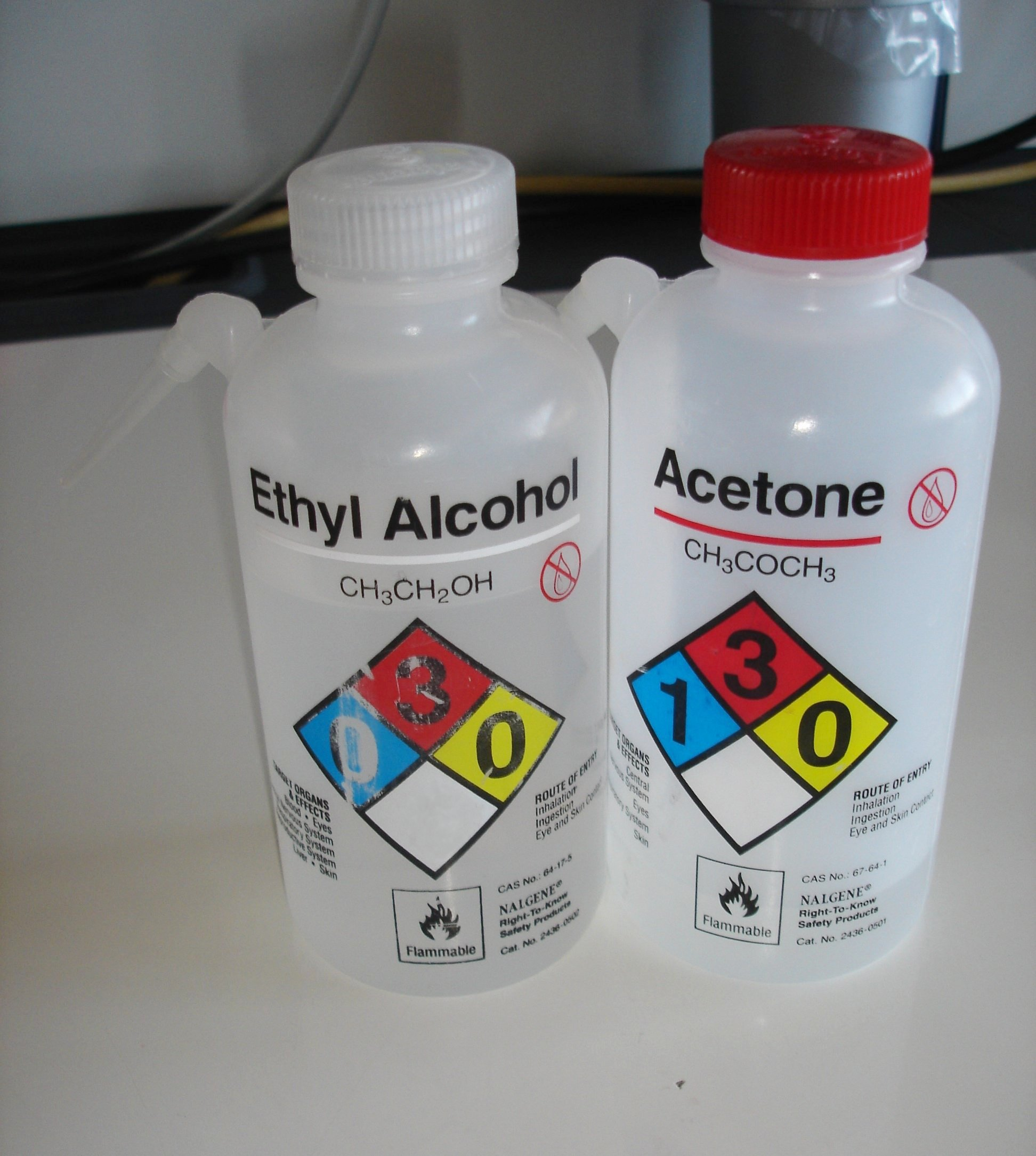
NFPA 704-aanduiding op een fles ethanol en aceton. De aanduiding van ethanol is verouderd; de gezondheidswaarde wordt nu met 2 aangeduid.

NFPA 704 of gevarendiamant is in zekere zin een identificatienummer voor chemische stoffen, gehanteerd door de Amerikaanse National Fire Protection Association of NFPA. Het duidt de risicomogelijkheden aan, die verbonden zijn aan de stof en is voornamelijk een handig herkenningsmiddel voor de brandweer en civiele bescherming.
Het teken bestaat uit een ruit, verdeeld in vier even grote vierkante vlakken in vier kleuren, waarin zich bepaalde nummers kunnen bevinden.

## Betekenis van de nummers
De nummers zijn ingedeeld binnen vier bepaalde kleurvlakken.

### Blauw: gezondheid
| Gezondheid (blauw) | |
| 4                  | Korte blootstelling aan deze stof kan ernstige verwondingen en de dood veroorzaken (voorbeeld: waterstofcyanide)               |
| 3                  | Korte blootstelling aan deze stof kan serieuze tot matige verwondingen veroorzaken (voorbeeld: chloorgas)                      |
| 2                  | Intense, maar niet chronische blootstelling kan tijdelijke verwondingen veroorzaken (voorbeeld: di-ethylether)                 |
| 1                  | Blootstelling aan deze stof veroorzaakt hoogstens irritatie aan ogen, maar betreft geen zware gevolgen (voorbeeld: terpentijn) |
| 0                  | Blootstelling aan deze stof houdt geen risico in (voorbeeld: wolvet)                                                           |

### Rood: ontvlambaarheid en explosiviteit
| Ontvlambaarheid en explosiviteit (rood) | |
| 4                                       | Deze stof zal snel en volledig verdampen bij normale atmosferische omstandigheden en temperatuur, zal zich snel verspreiden door de lucht en bij de minste vonk brand veroorzaken en heeft een erg explosief karakter (voorbeeld: propaan) |
| 3                                       | Vaste stoffen en vloeistoffen die zeer ontvlambaar zijn bij alle mogelijke temperaturen (voorbeeld: benzine) |
| 2                                       | Deze stof heeft een lage temperatuur nodig om brand te veroorzaken (voorbeeld: dieselolie) |
| 1                                       | Deze stof heeft een hoge temperatuur nodig om brand te veroorzaken (voorbeeld: sojaolie) |
| 0                                       | Niet-ontvlambaar en niet-explosief (voorbeeld: Water) |

### Geel: stabiliteit en reactiviteit
| Stabiliteit en reactiviteit (geel) | |
| 4                                  | Stof die zeer snel reageert, detonatie veroorzaakt bij normale atmosferische druk of temperatuur en niet bestand is tegen schokken (voorbeeld: nitroglycerine)                       |
| 3                                  | Stof die snel zal exploderen, maar enkel wanneer de bron voldoende krachtig is (hoge temperatuur, ...), reageert explosief met water, niet bestand tegen schokken (voorbeeld: fluor) |
| 2                                  | Bij hoge temperaturen en druk ondergaat deze stof ernstige chemische veranderingen, die explosief kunnen zijn, reactie met water is krachtig (voorbeeld: fosfor)                     |
| 1                                  | Normaal gezien stabiele stof, maar bij hoge temperaturen en druk wordt de stof instabiel en kan ontploffingsgevaar bevatten (voorbeeld: natriumhydroxide)                            |
| 0                                  | Normaal gezien stabiel, zelfs onder hoge of lage druk en bij hoge temperaturen, niet-reactief met water en weinig tot niet explosief (voorbeeld: helium)                             |

### Wit: bijzondere aanduidingen
Het witte vlak werkt niet met nummers, maar met een aantal specifieke symbolen:
- W: reageert met water op een ongewone en gevaarlijke manier (voorbeeld: cesium)
- OX of OXY: oxidator (voorbeeld: kaliumperchloraat)
- SA: verstikkend gas (voorbeeld: helium)
- COR: corrosief, sterk zuur of base
  - ACID: corrosief zuur (voorbeeld: zwavelzuur)
  - ALK: corrosief base (voorbeeld: kaliumhydroxide)
- BIO: bevat biologisch gevaar (voorbeeld: pokken)
- POI: giftig (voorbeeld: sarin)
- : radioactief (voorbeeld: plutonium)
- CRY of CRYO: cryogeen (voorbeeld: vloeibare stikstof)